# Primož Roglič
Primož Roglič (n. 29 octombrie 1989, Trbovlje, Trbovlje, Slovenia) este un ciclist sloven și fost săritor cu schiurile. Este membru al Bora–Hansgrohe. Roglič și-a început cariera ca săritor cu schiurile, înainte de a trece mai târziu la ciclism. A câștigat cinci Mari Tururi: de patru  ori Turul Spaniei și o dată Turul Italiei. Este specialist în cursele pe etape, în special etapele contra-cronometru și în cățărări pe munte.
A câștigat mai multe tururi de o săptămână: Turul Țării bascilor 2018, Turul Romandiei 2018 și 2019, Turul Emiratelor Arabe Unite 2019 și Tirreno-Adriatico 2019. La marile tururi, are o victorie finală în Turul Spaniei 2019, trei etape de cronometru din Turul Italiei, două etape montane în Turul Franței și o etapă de cronometru din Turul Spaniei. Este primul sloven care a câștigat un mare tur. La Jocurile Olimpice de la Tokyo a câștigat medalia de aur.

## Rezultate în marile tururi

### Turul Italiei
3 participări
- 2016: locul 58, câștigător în etapa a 9-a
- 2019: locul 3, câștigător în etapele 1 și a 9-a
- 2023: locul 1, câștigător în etapa a 20-a

### Turul Franței
6 participări
- 2017: locul 38, câștigător în etapa a 17-a
- 2018: locul 4, câștigător în etapa a 19-a
- 2020: locul 2, câștigător în etapa a 4-a
- 2021: nu a terminat competiția
- 2022: nu a terminat competiția
- 2024: nu a terminat competiția

### Turul Spaniei
6 participări
- 2019: locul 1, câștigător în etapa a 10-a
- 2020: locul 1, câștigător în etapele 1, a 8-a, a 10-a și a 13-a
- 2021: locul 1, câștigător în etapele 1, a 11-a, a 17-a și a 21-a
- 2022: câștigător în etapa a 4-a, nu a terminat competiția
- 2023: locul 3, câștigător în etapele a 8-a și a 17-a
- 2024: câștigător în etapele a 4-a, a 8-a și a 19-a